# Я знаю, кто убил меня
«Я знаю, кто убил меня» (англ. I Know Who Killed Me) — американский триллер режиссёра Криса Сивертсона с Линдси Лохан в главной роли.
В центре сюжета — история молодой женщины Обри Флеминг, которую похищает серийный убийца-садист. Сумевшая сбежать от мучителя, девушка приходит в сознание в больнице, начиная убеждать окружающих, что она не та, за кого её все принимают.

## Сюжет
Обри Флеминг проживала маленькую жизнь маленького города, до того дня, когда была похищена убийцей-садистом. После тщательных поисков, Обри была найдена живой, но иной. Она теряет конечности, но приобретает новое «я» — «плохую девочку» Дакоту Мосс. Её родители и ФБР полагают, что она фантазирует, но если Дакота — это всего лишь игра её воображения, тогда почему странные раны продолжают появляться на её теле? В отчаянии и одиночестве Обри теперь должна раскрыть секреты семьи, для того, чтобы снять маску с таинственного убийцы, одержимого смертью.

## В ролях
- Линдси Лохан — Обри Флеминг / Дакота Мосс
- Джулия Ормонд — Сьюзен Флеминг
- Нил МакДонаф — Дэниел Флеминг
- Брайан Макнамара — Фред Толанд
- Джессика Ли Роуз — Марсия
- Брайан Герати — Джеррод Пойнтер
- Донован Скотт — шериф Леон Кардеро
- Гарсель Бове

## Факты
- В фильме имеется несколько аллюзий на классический триллер Хичкока «Головокружение»[1].
- Съёмки фильма пришлось прервать на месяц, так как в январе 2007 года Линдси Лохан попала в наркологический реабилитационный центр.

## Награды и номинации
- В 2008 году фильм получил 8 наград антипремии «Золотая малина»:
  - «Худший фильм»
  - «Худший фильм ужасов»
  - «Худшая женская роль» (по малине для каждого персонажа)
  - «Худшая экранная пара»
  - «Худший ремейк»
  - «Худший сценарий»
  - «Худший режиссёр»
  - «Худшая сцена освобождения в фильме ужасов»